# U.S. Route 64
U.S. Highway 64 är en amerikansk landsväg. Den går från Teec Nos Pos, Arizona i öster till Nags Head, North Carolina i väster och har en längd på 3 743 km.